# Grow
Grow – miasto w Stanach Zjednoczonych, w stanie Wisconsin, w hrabstwie Rusk.